# Yarrow-Kessel

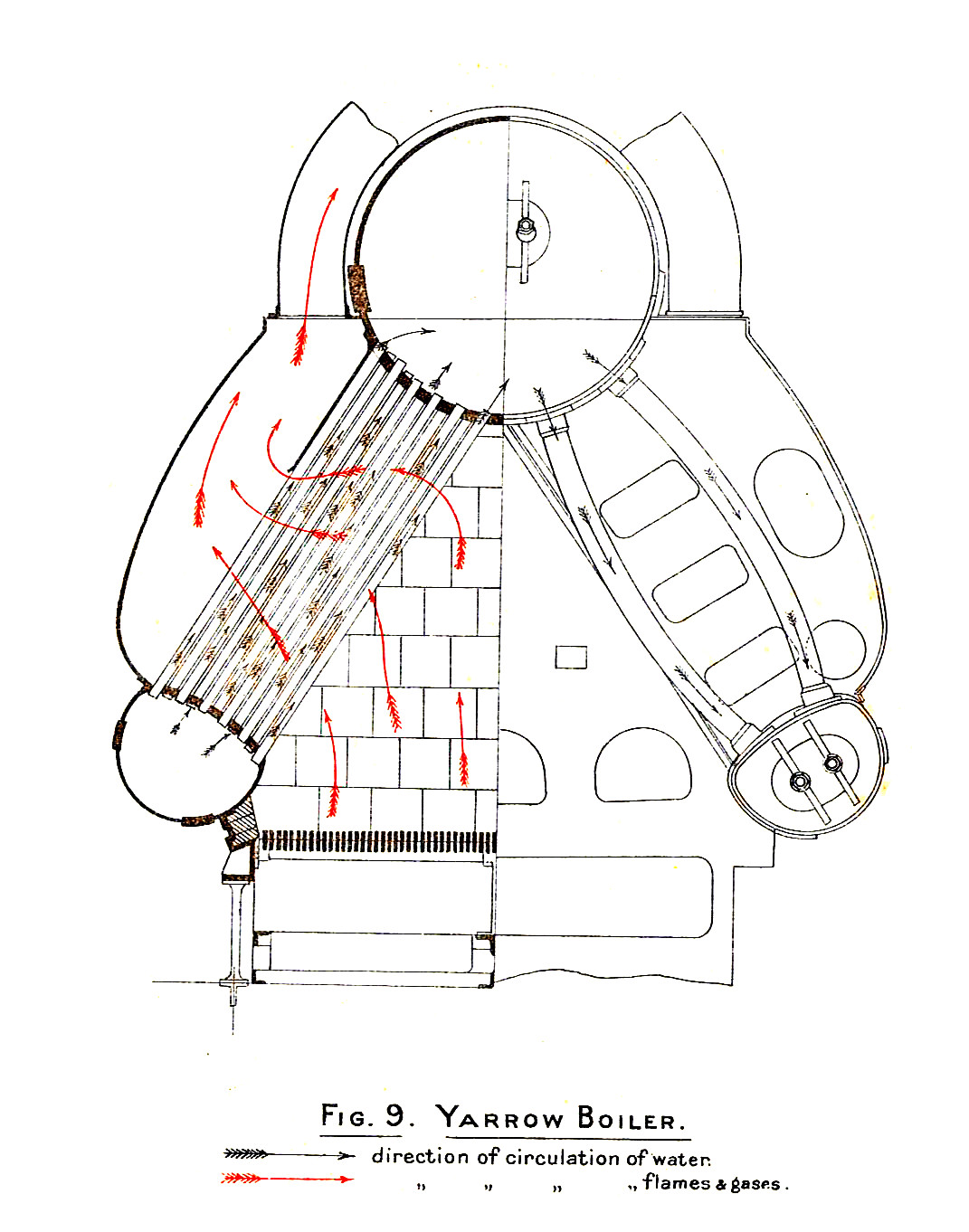
Schnitt durch einen Yarrow-Kessel

Ein Yarrow-Kessel ist eine von der britischen Werft Yarrow Shipbuilders entwickelte Dampfkessel-Bauart, die vor allem auf turbinengetriebenen Kriegsschiffen zum Einsatz kam.

## Aufbau
Es handelt sich um einen Wasserrohrkessel mit drei Trommeln in Delta-Form (Δ), davon zwei kleine Untertrommeln, die beidseitig des Feuerraumes angeordnet waren und durch gerade Rohre mit der zentralen Obertrommel verbunden waren. Die Fallrohre lagen stirnseitig außerhalb des Feuerraumes. Die geraden Rohre waren einfach zu reinigen, allerdings war der Anschluss an die Obertrommel aufgrund des variierenden Eintrittswinkels schwieriger herzustellen.

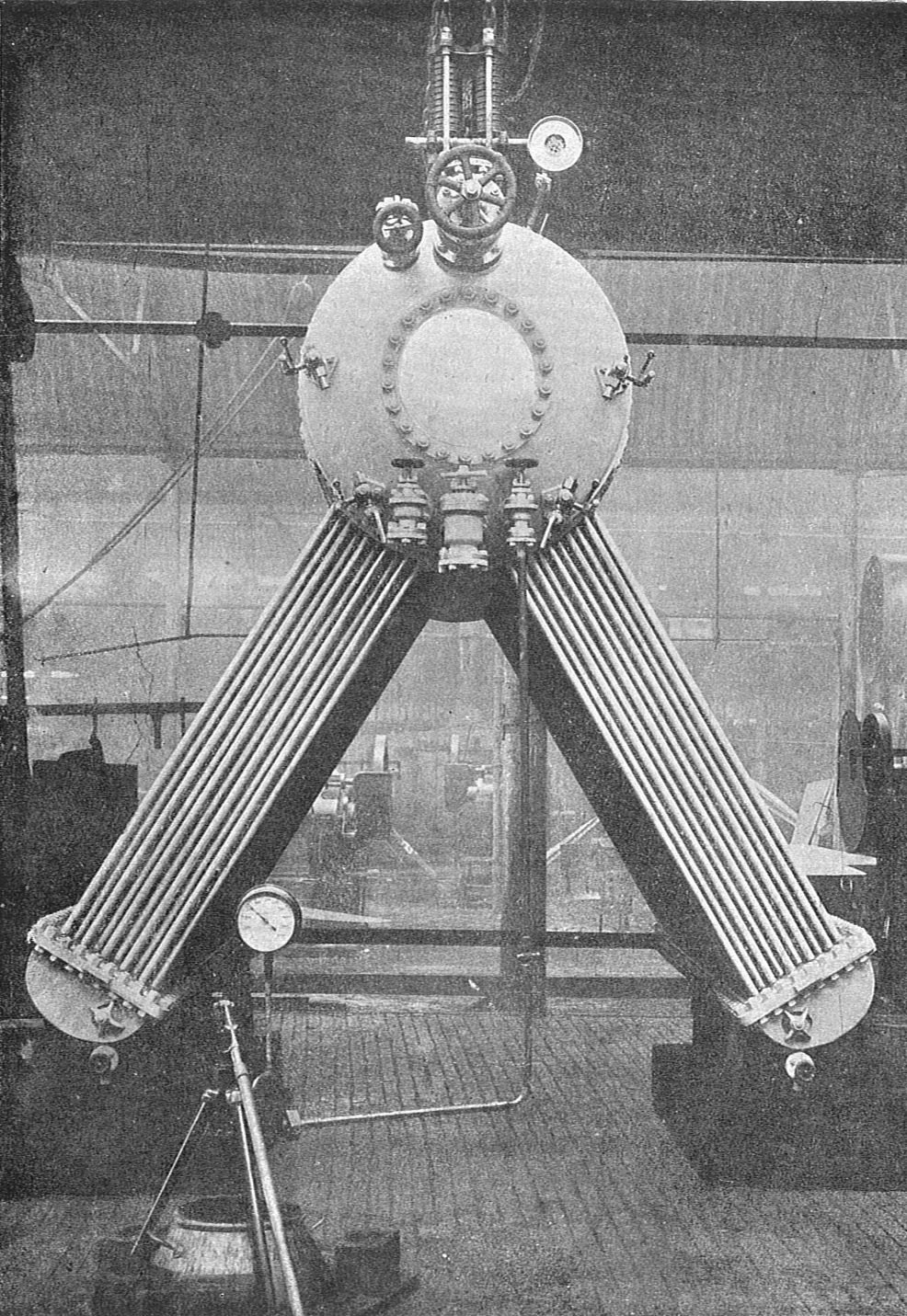
Kessel in der Fertigung (Ansicht von der Stirnseite)
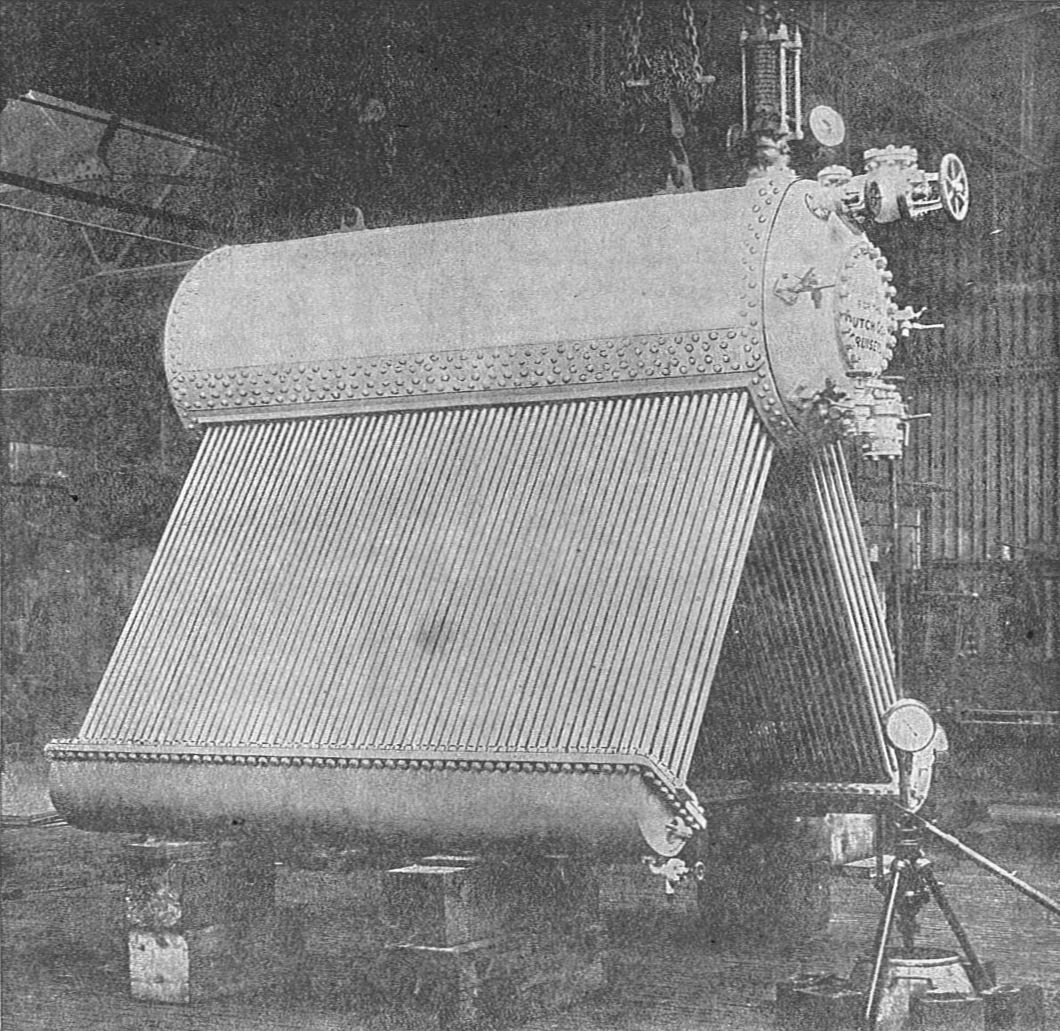
Kessel in der Fertigung (Schrägansicht)
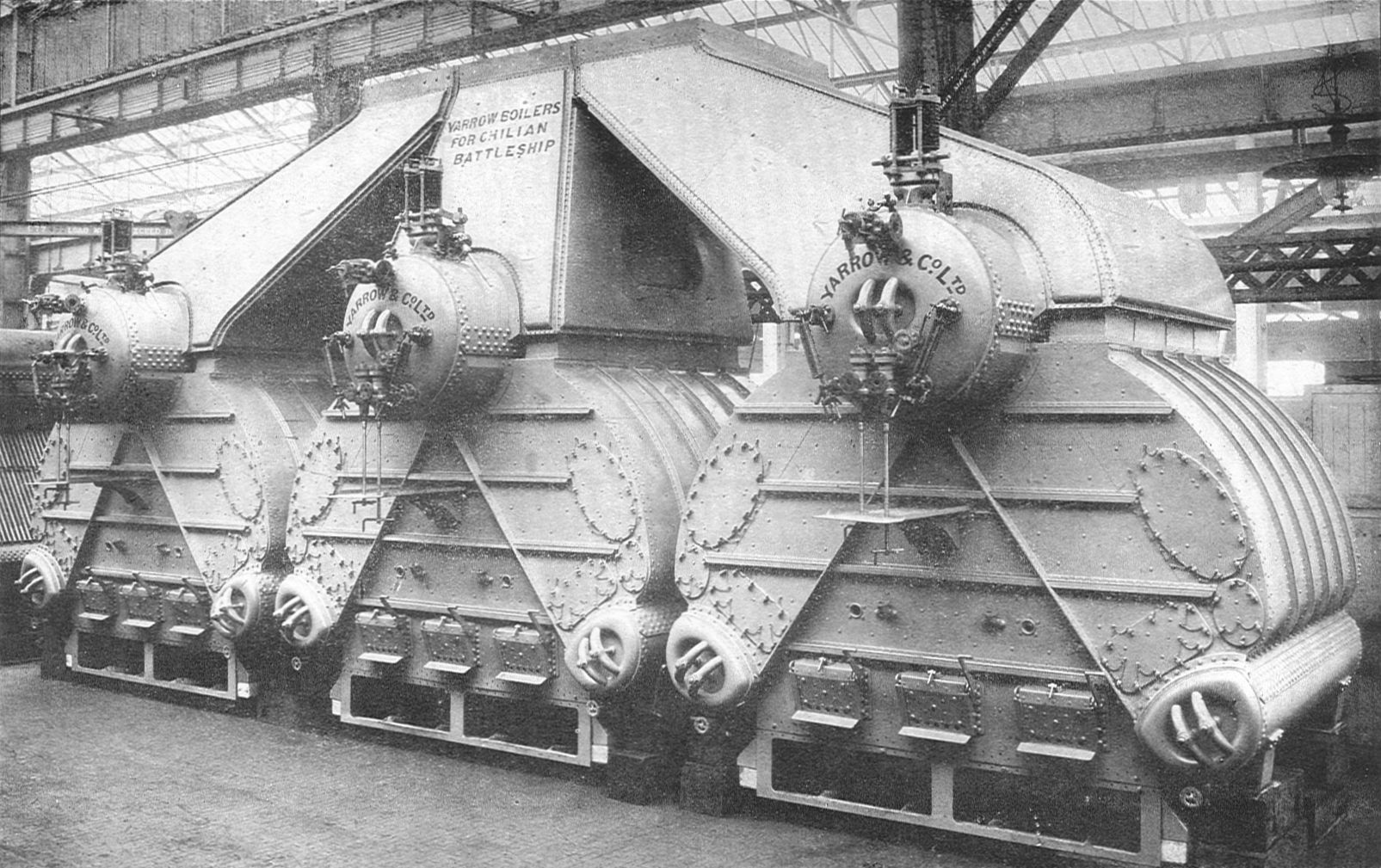
Drei Yarrow-Kessel

## Einsatz
Der Yarrow-Kessel zeichnet sich durch seine kompakte und robuste Bauform aus und war dadurch gut für die engen Maschinenräume von Schiffen geeignet. Er wurde sowohl mit Dampfmaschinen als auch später mit Dampfturbinen kombiniert.
Der Kessel war sehr erfolgreich und kam vielfach zum Einsatz, vor allem auf britischen, von Yarrow selbst hergestellten  Schiffen, aber auch bei anderen Werften und anderen Nationen, die die Bauart kopierten. In der Royal Navy wurde er beim Bau der Torpedobootzerstörer der Havock-Klasse 1893 erstmals auf der HMS Hornet testweise verwendet und anschließend eingeführt. Eine Weiterentwicklung aus der Zeit zwischen den Weltkriegen trug die Bezeichnung Admiralty three-drum boiler und wurde erstmals bei den Zerstörern der A-Klasse ab 1929 verbaut.
Vereinzelt wurden Yarrow-Kessel im Zweiten Weltkrieg auch – auf ein Eisenbahngestell montiert – als Dampferzeuger für mobile Kraftwerke für das Militär verwendet.